# استیو کرین
استیو کرین (انگلیسی: Steve Crane؛ زادهٔ ۳ ژوئن ۱۹۷۲) بازیکن فوتبال اهل بریتانیا است.
از باشگاه‌هایی که در آن بازی کرده‌است می‌توان به باشگاه فوتبال مارگیت، باشگاه فوتبال چارلتون اتلتیک، باشگاه فوتبال هورنچورج، باشگاه فوتبال ایست تاروک یونایتد، باشگاه فوتبال تورکی یونایتد، باشگاه فوتبال گیلینگام، باشگاه فوتبال تیلبوری، باشگاه فوتبال گریت واکرینگ راورز، باشگاه فوتبال چلمزفورد سیتی، باشگاه فوتبال اولی، باشگاه فوتبال بیلریکای، و باشگاه فوتبال هاستینگز یونایتد اشاره کرد.